# Französische Rugby-Union-Meisterschaft 1960/61
Die Saison 1960/61 war die 62. Austragung der französischen Rugby-Union-Meisterschaft (französisch Championnat de France de rugby à XV). Sie umfasste 56 Mannschaften in der Division 1 (heutige Top 14).
Die Meisterschaft begann mit der Gruppenphase, bei der in sieben Gruppen je acht Mannschaften gegeneinander antraten. Die Erst- bis Viertplatzierten jeder Gruppe sowie die vier besten Fünftplatzierten zogen in die Finalphase ein, während die vier schlechtesten Achtplatzierten in die zweite Division absteigen mussten. Es folgten Sechzehntel-, Achtel-, Viertel- und Halbfinale. Im Endspiel, das am 28. Mai 1961 im Stade de Gerland in Lyon stattfand, trafen die zwei Halbfinalsieger aufeinander und spielten um den Bouclier de Brennus. Dabei setzte sich die AS Béziers gegen die US Dax durch und errang zum ersten Mal den Meistertitel.

## Gruppenphase
|    | Team                  | Siege | Unent. | Ndlg. | Spiel- punkte | Diff. | Tabellen- punkte |
| -- | --------------------- | ----- | ------ | ----- | ------------- | ----- | ---------------- |
| 1. | CA Brive              | 11    | 0      | 3     | 186:72        | + 114 | 36               |
| 2. | FC Lourdes            | 10    | 0      | 4     | 276:90        | + 186 | 34               |
| 3. | SU Agen               | 8     | 2      | 4     | 114:84        | + 30  | 32               |
| 4. | Racing Club de France | 7     | 2      | 5     | 137:115       | + 22  | 30               |
| 5. | US Cognac             | 6     | 3      | 5     | 113:113       | ± 0   | 29               |
| 6. | US Carmaux            | 3     | 2      | 9     | 65:110        | − 45  | 22               |
| 7. | US Tyrosse            | 4     | 0      | 10    | 88:139        | − 51  | 22               |
| 8. | Stade Nantais         | 2     | 1      | 11    | 40:296        | − 256 | 19               |

|    | Team               | Siege | Unent. | Ndlg. | Spiel- punkte | Diff. | Tabellen- punkte |
| -- | ------------------ | ----- | ------ | ----- | ------------- | ----- | ---------------- |
| 1. | AS Béziers         | 13    | 1      | 0     | 233:44        | + 189 | 41               |
| 2. | Stade Toulousain   | 10    | 0      | 4     | 134:88        | + 46  | 34               |
| 3. | Stade Bordelais    | 7     | 2      | 5     | 112:80        | + 32  | 30               |
| 4. | Aviron Bayonnais   | 6     | 3      | 5     | 105:125       | − 20  | 29               |
| 5. | Stadoceste Tarbais | 6     | 1      | 7     | 119:112       | + 7   | 27               |
| 6. | US Foix            | 5     | 2      | 7     | 55:104        | − 49  | 26               |
| 7. | Stade Dijonnais    | 2     | 1      | 11    | 53:158        | − 105 | 19               |
| 8. | Lyon OU            | 2     | 0      | 12    | 57:157        | − 100 | 18               |

|    | Team                  | Siege | Unent. | Ndlg. | Spiel- punkte | Diff. | Tabellen- punkte |
| -- | --------------------- | ----- | ------ | ----- | ------------- | ----- | ---------------- |
| 1. | US Dax                | 13    | 0      | 1     | 205:48        | + 157 | 40               |
| 2. | Cahors Rugby          | 7     | 5      | 2     | 119:62        | + 57  | 33               |
| 3. | CA Périgueux          | 7     | 2      | 5     | 141:63        | + 78  | 30               |
| 4. | SC Angoulême          | 7     | 1      | 6     | 105:80        | + 25  | 29               |
| 5. | SA Saint-Sever        | 4     | 4      | 6     | 77:93         | − 16  | 26               |
| 6. | Paris Université Club | 4     | 2      | 8     | 86:120        | − 34  | 24               |
| 7. | RC Narbonne           | 4     | 0      | 10    | 37:245        | − 208 | 22               |
| 8. | TOEC                  | 2     | 2      | 10    | 76:135        | − 59  | 20               |

|    | Team              | Siege | Unent. | Ndlg. | Spiel- punkte | Diff. | Tabellen- punkte |
| -- | ----------------- | ----- | ------ | ----- | ------------- | ----- | ---------------- |
| 1. | Section Paloise   | 11    | 0      | 3     | 174:103       | + 71  | 36               |
| 2. | Stade Rochelais   | 10    | 0      | 4     | 125:58        | + 67  | 34               |
| 3. | FC Auch           | 7     | 2      | 5     | 117:66        | + 51  | 30               |
| 4. | Stade Aurillacois | 7     | 1      | 6     | 101:51        | + 50  | 29               |
| 5. | La Voulte Sportif | 6     | 1      | 7     | 89:84         | + 5   | 27               |
| 6. | Saint-Girons SC   | 5     | 2      | 7     | 75:124        | − 49  | 26               |
| 7. | Stade Hendayais   | 3     | 1      | 10    | 52:187        | − 135 | 21               |
| 8. | US La Teste       | 3     | 1      | 10    | 40:100        | − 60  | 21               |

|    | Team          | Siege | Unent. | Ndlg. | Spiel- punkte | Diff. | Tabellen- punkte |
| -- | ------------- | ----- | ------ | ----- | ------------- | ----- | ---------------- |
| 1. | Stade Montois | 11    | 1      | 2     | 146:49        | + 97  | 37               |
| 2. | FC Grenoble   | 8     | 1      | 5     | 134:54        | + 80  | 31               |
| 3. | RC Toulon     | 8     | 1      | 5     | 110:70        | + 40  | 31               |
| 4. | SC Mazamet    | 8     | 1      | 5     | 89:63         | + 26  | 31               |
| 5. | USA Perpignan | 8     | 0      | 6     | 88:85         | + 3   | 30               |
| 6. | CA Bègles     | 5     | 1      | 8     | 111:117       | − 6   | 25               |
| 7. | CO Le Creusot | 3     | 1      | 10    | 64:157        | − 93  | 21               |
| 8. | AS Soustons   | 2     | 0      | 12    | 39:186        | − 147 | 18               |

|    | Team               | Siege | Unent. | Ndlg. | Spiel- punkte | Diff. | Tabellen- punkte |
| -- | ------------------ | ----- | ------ | ----- | ------------- | ----- | ---------------- |
| 1. | C Graulhet         | 9     | 2      | 3     | 164:55        | + 109 | 34               |
| 2. | SC Tulle           | 7     | 2      | 5     | 100:47        | + 53  | 30               |
| 3. | AS Montferrand     | 6     | 3      | 5     | 134:95        | + 39  | 29               |
| 4. | FC Saint-Claude    | 6     | 3      | 5     | 52:60         | − 8   | 29               |
| 5. | US Romans          | 6     | 2      | 6     | 62:94         | − 32  | 28               |
| 6. | Biarritz Olympique | 6     | 1      | 7     | 79:81         | − 2   | 27               |
| 7. | US Marmande        | 4     | 3      | 7     | 42:107        | − 65  | 25               |
| 8. | US Montauban       | 4     | 0      | 10    | 53:147        | − 94  | 22               |

Gruppe G
|    | Team              | Siege | Unent. | Ndlg. | Spiel- punkte | Diff. | Tabellen- punkte |
| -- | ----------------- | ----- | ------ | ----- | ------------- | ----- | ---------------- |
| 1. | SO Chambéry       | 12    | 1      | 1     | 178:55        | + 123 | 39               |
| 2. | RC Vichy          | 10    | 1      | 3     | 196:81        | + 115 | 35               |
| 3. | CS Vienne         | 7     | 1      | 6     | 90:86         | + 4   | 29               |
| 4. | USA Limoges       | 6     | 1      | 7     | 72:96         | − 24  | 27               |
| 5. | Castres Olympique | 4     | 3      | 7     | 66:69         | − 3   | 25               |
| 6. | RC Chalon         | 4     | 3      | 7     | 55:113        | − 58  | 25               |
| 7. | US Bergerac       | 4     | 2      | 8     | 60:119        | − 59  | 24               |
| 8. | US Bressane       | 1     | 4      | 9     | 45:143        | − 98  | 20               |

## Finalphase

### 1/16-Finale
| Datum         | Begegnung                               | Ergebnis |
| ------------- | --------------------------------------- | -------- |
| 9. April 1961 | AS Béziers – Stadoceste Tarbais         | 06:0     |
| 9. April 1961 | RC Toulon – CA Périgueux                | 08:06    |
| 9. April 1961 | RC Vichy – AS Montferrand               | 10:03    |
| 9. April 1961 | FC Lourdes – Stade Aurillacois          | 03:0     |
| 9. April 1961 | Stade Montois – USA Perpignan           | 16:06    |
| 9. April 1961 | FC Grenoble – CS Vienne                 | 14:03    |
| 9. April 1961 | CA Brive – USA Limoges                  | 16:05    |
| 9. April 1961 | Cahors Rugby – FC Saint-Claude          | 00:0     |
| 9. April 1961 | US Dax – US Romans                      | 09:03    |
| 9. April 1961 | Stade Bordelais – SU Agen               | 12:11    |
| 9. April 1961 | Stade Rochelais – Racing Club de France | 15:0     |
| 9. April 1961 | Aviron Bayonnais – SC Graulhet          | 06:0     |
| 9. April 1961 | SO Chambéry – US Cognac                 | 13:06    |
| 9. April 1961 | FC Auch – SC Tulle                      | 09:0     |
| 9. April 1961 | SC Mazamet – Stade Toulousain           | 16:08    |
| 9. April 1961 | Section Paloise – SC Angoulême          | 20:03    |

### Achtelfinale
| Datum          | Begegnung                          | Ergebnis |
| -------------- | ---------------------------------- | -------- |
| 23. April 1961 | AS Béziers – RC Toulon             | 14:0     |
| 23. April 1961 | RC Vichy – FC Lourdes              | 06:3     |
| 23. April 1961 | Stade Montois – FC Grenoble        | 10:6     |
| 23. April 1961 | CA Brive – Cahors Rugby            | 08:3     |
| 23. April 1961 | US Dax – Stade Bordelais           | 14:3     |
| 23. April 1961 | Stade Rochelais – Aviron Bayonnais | 05:3     |
| 23. April 1961 | SO Chambéry – FC Auch              | 05:3     |
| 23. April 1961 | SC Mazamet – Section Paloise       | 08:3     |

### Viertelfinale
| Datum       | Begegnung                | Ergebnis |
| ----------- | ------------------------ | -------- |
| 7. Mai 1961 | AS Béziers – RC Vichy    | 12:3     |
| 7. Mai 1961 | Stade Montois – CA Brive | 12:6     |
| 7. Mai 1961 | US Dax – Stade Rochelais | 11:9     |
| 7. Mai 1961 | SO Chambéry – SC Mazamet | 19:3     |

### Halbfinale
| Datum        | Begegnung                  | Ergebnis |
| ------------ | -------------------------- | -------- |
| 14. Mai 1961 | AS Béziers – Stade Montois | 12:6     |
| 14. Mai 1961 | US Dax – SO Chambéry       | 11:5     |

### Finale
| 28. Mai 1961 | AS Béziers                                   | 6 : 3         | US Dax                      | Stade de Gerland, Lyon Zuschauer: 35.000 Schiedsrichter: Bernard Marie |
| 28. Mai 1961 | Straftritte: Dedieu (1) Dropgoals: Danos (1) | (3:3) Bericht | Straftritte: Albaladejo (1) | Stade de Gerland, Lyon Zuschauer: 35.000 Schiedsrichter: Bernard Marie |

Aufstellungen
AS Béziers: Louis Angeli, Jean Arnal, Raoul Barrière, Émile Bolzan, Roger Bousquet, Pierre Danos, Paul Dedieu, Jacques Fratangelle, André Gayraud, Francis Mas, Robert Raynal, Lucien Rogé, François Rondi, Jean Salas, Robert Spagnolo
US Dax: Pierre Albaladejo, Raymond Albaladejo, Jean Bachelet, Jacques Bénédé, Léon Berho, André Berilhe, Émile Carrère, Marcel Cassiède, Claude Contis, Claude Darbos, Pierre Darbos, Gaston Dubois, Christian Lasserre, Jean-Claude Lasserre, Jean Othats